# Enemy (chanson d'Imagine Dragons)
Singles de Imagine Dragons et J.I.D
Monday
(2021) Bones
(2022)
Enemy est une chanson du groupe américain de pop rock Imagine Dragons et du rappeur américain J.I.D. 
Elle paraît via Interscope Records et Kidinakorner (en) le 28 octobre 2021 comme premier single de la bande originale de la série animée Arcane, diffusée sur Netflix, dont elle constitue également le thème principal. Les artistes cosignent la chanson avec Justin Tranter (en) et les producteurs Mattman & Robin (en). La chanson figure également sur le cinquième album studio du groupe, Mercury – Act 1 (2021), ainsi que dans sa réédition, Mercury – Acts 1 & 2 (2022). Elle devient le premier titre de J.I.D à se classer dans le top 5 aux États-Unis, et le premier du groupe à y parvenir depuis Thunder en 2017. En 2023, pour le 35e anniversaire du classement Alternative Airplay,,, où « Enemy » reste classé pendant 54 semaines — dont 9 à la première place —, Billboard classe la chanson 14e du palmarès historique.

## Contexte
Enemy est enregistrée pour la série animée Arcane de Netflix, diffusée à partir du 6 novembre 2021. Elle s’inspire du jeu vidéo League of Legends, pour lequel le groupe enregistre déjà le titre Warriors lors du championnat mondial 2014 de League of Legends. Sur Instagram, J.I.D déclare : « J'ai écrit ce couplet il y a quelques années, mais au départ, les premières lignes provenaient d’une chanson commencée avec Mac [Miller], il m'a dit qu'elles conviendraient mieux à celle-ci, et je suis content qu'il l'ait fait. ».
La version titre d’ouverture, avec une orchestration enrichie et une durée légèrement étendue, paraît le 23 novembre 2024. Elle conclut l'album Arcane League of Legends: Season 2 (Soundtrack from the Animated Series).

## Contenu
Dans un communiqué, le chanteur Dan Reynolds explique : « Enemy traite de la réconciliation avec ses conflits intérieurs dans un monde où il semble impossible de faire confiance, même à soi-même. Dans Arcane, la trajectoire de deux sœurs les éloigne jusqu’à provoquer une rupture capable de déchirer une ville tout entière. Comme la série, la chanson se veut à la fois personnelle et critique à l’égard d’une société qui semble vouloir entretenir les divisions. ».

## Clip vidéo
Un clip animé accompagne la sortie de la chanson. Produit par Riot Games et Fortiche Production, il met en scène le personnage de Jinx dans une narration sur « les événements de son enfance qui l'ont poussée vers une vie criminelle » ainsi que plusieurs scènes illustrant « la rupture entre Jinx et sa sœur Vi ».

## Personnel
Crédits adaptés de Tidal.
- Mattman & Robin – production, composition, paroles, performance associée, chœurs, basse, fanfare, batterie, guitare, programmation, synthétiseur
- Justin Tranter – composition, paroles, performance associée, chœurs
- Imagine Dragons – composition, paroles, ingénierie, personnel de studio
- John Hanes – ingénieur additionnel, mixage, personnel de studio
- J.I.D – performance associée, chant
- Dan Reynolds – performance associée, chœurs
- Ben Sedano – ingénieur, personnel de studio
- Serban Ghenea – ingénieur, mixage, personnel de studio
- Randy Merrill – ingénieur mastering, personnel de studio

## Certifications
| Pays             | Certification              | Nombre de vente |
| ---------------- | -------------------------- | --------------- |
| Australie        | 2 × Platine                | 140 000         |
| Autriche         | Platine                    | 30 000          |
| Belgique         | Platine                    | 40 000          |
| Brésil           | 3 × Diamant                | 480 000         |
| Canada           | 5 × Platine                | 400 000         |
| Danemark         | Platine                    | 90 000          |
| France           | Diamant                    | 333 333         |
| Allemagne        | Platine                    | 400 000         |
| Italie           | 2 × Platine                | 200 000         |
| Mexique          | 3 × Diamant · Platine · Or | 2 310 000       |
| Nouvelle-Zélande | 3 × Platine                | 90 000          |
| Pologne          | Diamant                    | 0               |
| Portugal         | 3 × Platine                | 600 000         |
| Espagne          | 3 × Platine                | 4 000 000       |
| Royaume-Uni      | Platine                    | 600 000         |
| États-Unis       | 4 × Platine                | 4 000 000       |
| Chili            | Or                         | 16 350 983      |
| Grèce            | Platine                    | 2 000 000       |

## Versions reprises
Enemy, le premier single issu de la série d'animation à succès Arcane, paru le 28 octobre 2021, devient un succès mondial en tant qu'extrait de la bande originale de la série, laquelle cumule plus de 5,6 milliards d'écoutes. La notoriété de la chanson, renforcée par l'esthétique hybride 2D/3D de l’animation signée Fortiche Production, inspire plusieurs artistes à en produire des reprises.
Kryzern : en juin 2025, l’artiste musical Kryzern publie une reprise instrumentale intitulée Enemy - From the series Arcane League of Legends (instrumental) », disponible sur Spotify, soulignant l'influence durable de la narration animée de Arcane.
Jonatan King : en 2021, Jonatan King diffuse une version instrumentale de « Enemy », accessible sur Spotify et Apple Music, surfant sur la popularité du morceau après les débuts de la série Arcane,.